# 익산궁동초등학교
익산궁동초등학교는 대한민국 전북특별자치도 익산시에 있는 공립 초등학교이다.

## 학교 연혁
- 2003. 03. 01 익산궁동초등학교 개교(14학급 편성)
- 2004. 03. 05 익산궁동초등학교 병설유치원 2학급 개원
- 2008. 09. 30 전라북도교육청지정 ICT활용교육 연구학교 운영 보고회
- 2014. 02. 14 제10회 졸업식(총 1,394명)
- 2014. 03. 01 31학급 편성
- 2014. 07. 10 전라북도교육청지정 스마트교육 연구학교 운영 보고회
- 2014. 09. 01 제5대 박정례 교장 부임
- 2015. 03. 02 28학급 편성

## 참고 자료
- 익산궁동초등학교 - 한국교육학술정보원 학교알리미